# Roques de la Bóu
Les Roques de la Bóu és un conjunt de formacions rocoses del terme municipal de Conca de Dalt, dins de l'antic terme de Toralla i Serradell, del Pallars Jussà, en l'àmbit del poble de Serradell.
Estan situades a prop i a ponent de Serradell, a la dreta del barranc de Rastanyó, al nord de lo Palaut i al sud de la zona on hi ha la Cova o Forat de la Bóu i la Cova de Barbuissell. Al seu nord-oest hi ha les Roques del Seix.